# Gegeran (Sukorejo)
Gegeran is een bestuurslaag in het regentschap Ponorogo van de provincie Oost-Java, Indonesië. Gegeran telt 2389 inwoners (volkstelling 2010).